# Kim Vandenberg
Kimberly "Kim" Vandenberg (Berkeley, 13 de dezembro de 1983) é uma nadadora norte-americana, ganhadora de uma medalha de bronze em Jogos Olímpicos em 2008.